# بريان رينولدز (لاعب كرة قاعدة)
بريان رينولدز (بالإنجليزية: Bryan Reynolds)‏ هو لاعب كرة قاعدة أمريكي، ولد في 27 يناير 1995 في بالتيمور في الولايات المتحدة.

## وصلات خارجية
- بريان رينولدز على موقع دوري كرة القاعدة الرئيسي (الإنجليزية)
- بريان رينولدز على موقعبيزبول رفرنس.كوم (الدوري الرئيسي) (الإنجليزية)
- بريان رينولدز على موقعبيزبول رفرنس.كوم (الدوري الثانوي) (الإنجليزية)
- بريان رينولدز على موقع إي إس بي إن.كوم (أم.أل.بي) (الإنجليزية)
- بريان رينولدز على موقع مشجعي الرسوم البيانية (الإنجليزية)